# Sara Sperati
Sara Sperati, de vegades acreditada amb el seu nom real Adele Sperati (7 d'octubre de 1956), és una actriu italiana, també intèrpret de fotonovel·les per la Lancio.
Després d'iniciar la seva carrera com a actriu de novel·les fotogràfiques, es va traslladar al cinema, i va tenir un període de notorietat a mitjans dels anys setanta com a intèrpret de pel·lícules de gènere policia. Va aparèixer com a "portada" al número de novembre de 1977 de Playmen.
Va tenir un interludi musical al grup metal Fingernails, del que en va ser cantant entre febrer de 1984 i març de 1985 i amb qui ha gravat dues demos, Heavy Night (reeditat en CD el 2014) i Patto d'acciaio.

## Filmografia

### Cinema
- La nottata, de Tonino Cervi (1974)
- I figli di nessuno, de Bruno Gaburro (1974)
- Il sorriso del grande tentatore, de Damiano Damiani (1974)
- Mark il poliziotto, de Stelvio Massi (1975)
- La polizia ha le mani legate, de Luciano Ercoli (1975)
- Saló Kitty, de Tinto Brass (1975)
- Le deportate della sezione speciale SS, de Rino Di Silvestro (1976)

### Televisió
- Jo Gaillard – serie TV, episodi La peur (1975)